# Speaking in Code
 (mars 2023).
La mise en forme du texte ne suit pas les recommandations de Wikipédia : il faut le « wikifier ».
Les points d'amélioration suivants sont les cas les plus fréquents. Le détail des points à revoir est peut-être précisé sur la page de discussion.
- Les titres sont pré-formatés par le logiciel. Ils ne sont ni en capitales, ni en gras.
- Le texte ne doit pas être écrit en capitales (les noms de famille non plus), ni en gras, ni en italique, ni en « petit »…
- Le gras n'est utilisé que pour surligner le titre de l'article dans l'introduction, une seule fois.
- L'italique est rarement utilisé : mots en langue étrangère, titres d'œuvres, noms de bateaux, etc.
- Les citations ne sont pas en italique mais en corps de texte normal. Elles sont entourées par des guillemets français : « et ».
- Les listes à puces sont à éviter, des paragraphes rédigés étant largement préférés. Les tableaux sont à réserver à la présentation de données structurées (résultats, etc.).
- Les appels de note de bas de page (petits chiffres en exposant, introduits par l'outil «  Source ») sont à placer entre la fin de phrase et le point final[comme ça].
- Les liens internes (vers d'autres articles de Wikipédia) sont à choisir avec parcimonie. Créez des liens vers des articles approfondissant le sujet. Les termes génériques sans rapport avec le sujet sont à éviter, ainsi que les répétitions de liens vers un même terme.
- Les liens externes sont à placer uniquement dans une section « Liens externes », à la fin de l'article. Ces liens sont à choisir avec parcimonie suivant les règles définies. Si un lien sert de source à l'article, son insertion dans le texte est à faire par les notes de bas de page.
- La présentation des références doit suivre les conventions bibliographiques. Il est recommandé d'utiliser les modèles {{Ouvrage}}, {{Chapitre}}, {{Article}}, {{Lien web}} et/ou {{Bibliographie}}. Le mode d'édition visuel peut mettre en forme automatiquement les références.
- Insérer une infobox (cadre d'informations à droite) n'est pas obligatoire pour parachever la mise en page.

Pour une aide détaillée, merci de consulter Aide:Wikification.
Si vous pensez que ces points ont été résolus, vous pouvez retirer ce bandeau et améliorer la mise en forme d'un autre article.
Pour plus de détails, voir Fiche technique et Distribution.
Speaking in Code est un documentaire réalisé par Amy Grill basé sur les témoignages d’acteurs du monde de la musique électronique. 
Tourné dans 11 villes et 5 pays, Speaking In Code offre un aperçu du monde techno à travers les yeux de Modeselektor, the Wighnomy Brothers, Philip Sherburne (en), Monolake et David Day. Ce film retrace les succès et les échecs de ces personnalités sur une période de trois ans. Composé de plusieurs histoires, elles illustrent comment les communautés font face à différents types d’obsession pour la musique électronique. 

## Synopsis
Speaking In Code retrace les récits de différentes personnes qui vivent pour la musique. La réalisatrice Amy Grill suit une série de personnage (dont son mari, David Day, obsédé par la musique techno) pendant plusieurs années : certains luttant pour s’en sortir, d’autres prospérant dans le monde de la musique électronique. 
Le film dévoile les histoires entrelacées de six personnages et un point de vue brut sur la musique électronique. C’est une fenêtre sur un monde rempli de fêtes dans des entrepôts, de concert sans fin, de voyages à l’international, de risques, d’innovations, de triomphes et de malheurs. 
Les personnages sont : 
- Modeselektor, un duo de producteurs qui est passé de jouer pour une petite salle aux États-Unis à plus de 20 000 personnes au festival du Sonar à Barcelone

- Le journaliste Philip Sherburne (en) qui quitte l’Amérique afin de trouver un style de vie plus tourné vers la techno en Europe

- The Wighnomy Brothers catapulté de leur vie parfaite à Iéna en Allemagne et se retrouvant au plus bas face aux caméras

- Tobias Thomas de Kompakt qui contemple la fin de sa carrière

- Robert Henke (Monolake), inventeur du logiciel Ableton, utilisé par de nombreux musiciens électroniques pour créer leur musique, qui continue son mode de vie décalé dans le monde musical

De retour aux États-Unis, David Day, le mari de Grill, tente inlassablement de transformer Boston d’une ville rock en une ville techno. Les tentatives déraisonnables de David Day pour rendre la musique électronique populaire vont mettre à rude épreuve son mariage avec Amy Grill, la réalisatrice. 

## Sortie
Speaking In Code a été présenté en avant-première à l'Independent Film Festival (en) Boston le 23 avril 2009. 
Le film a été projeté dans des festivals de cinéma et de musique en Chine, à San Francisco, Athènes, Seattle, New York, Cracovie, Amsterdam, Dallas, Toronto, Mannheim et ailleurs. 
Speaking In Code est sorti en DVD le 29 mars 2010. Le DVD comprend des bonus comme des séquences non coupées de Modeselektor au Sonar en 2006, une tournée de Kompakt avec Michael Mayer et de longues interview avec Ellen Allien de BPitch Control, Wolfgang Voigt de Kompakt et la première interview de Wighnomy Brothers deux ans après le tournage de Speaking In Code. 
Tout au long du mois de mars 2009, les réalisateurs ont diffusé des scènes ne se trouvant pas sur le DVD sur divers sites internet. Il s’agit notamment de Monolake Tours Dubplates and Mastering, et de Bryan Kasenic Promotes Minimalism à New York City. 
Le film a également été présenté en Allemagne le 1er juillet 2010 au cinéma Kino Babylon, à l’issue d’une soirée avec les DJ Tobias Thomas, Monkey Maffia et Philip Sherburne (en), qui ont tous participé au film. 
Speaking In Code a été choisi par EBS World Entertainment de Los Angeles pour la distribution numérique avec une date de sortie sur iTunes le 21 aout 2012. 

## Accueil
Steve Mizek, rédacteur en chef du site de musique électronique Little White Earbuds, a déclaré que le film « personnalise avec succès les réalités de l’obsession musicale, des triomphes dans les stades bondés aux tribulations qui exigent un sacrifice de soi pour obtenir satisfaction ». Beatportal, le bras éditorial du distributeur de musique numérique Beatport, s’est demandé si Speaking In Code était « le documentaire le plus important en musique électronique ? ». Le magazine trimestriel européen gratuit Electronic Beats écrit que « Speaking In Code est l’un des premiers films qui ose expliquer pourquoi tant de personnes aiment la musique électronique, d’une manière intime presque philosophique». La radio et site web allemand Byte.fm l’a qualifié « d’impressionnant » et « digne d’être vu ». Le blog français Chroniques Electroniques a écrit que c’était « un documentaire très étrange » et « une manière surprenante de décrire la musique électronique »
Le magazine de musique électronique et de hip-hop URB l’a qualifié de « l’un des documentaires musicaux les plus nécessaires de mémoire récente » et a déclaré que le film « vaut la peine d’être regardé plus d’une fois ». « Speaking In Code n’est rien de moins qu’une extraordinaire documentation sur la fanbase, la liberté et tout ce qui se trouve entre les deux ». 
D’autres médias ont écrit qu’il s’agit « d’un incroyable aperçu de la culture de la musique électronique », qu’«il révèle le côté humain de la musique résolument moderne » et que « nous quittons le cinéma en espérant le meilleur pour tous ceux qui participent à Speaking In Code ». 
De plus, le blog de films indépendant Antagony & Ecstasy l’a qualifié de « magnifiquement émouvant », de « résonant humaniste » et de « terriblement intéressant ». Le 16 juin 2010, Foxy Digitalis a déclaré sur son site musical : « Pour tous ceux qui s’intéressent aux styles de vie alternatifs, c’est un voyage aussi perspicace que The Punk Rock Movie de Don Letts, les films The Decline of Western Civilization de Penelope Spheeris et The Blank Generation (en) d’Ivan Kral qui racontait les scènes punks britanniques et américaines. Tous les mélomanes et musicologues à l’esprit ouvert devraient ajouter ce film à leur bibliothèque musicale ». Ailleurs, dans un billet de blog, Venus Zine (en) dit que ce film est « fascinant » et a été « construit avec art et tourné avec talent ». 
En 2012, au festival du film DORF (en) en Croatie, Speaking In Code a remporté le prix « Best Movie in International Selection », devançant ainsi d’autres films sur Brian Eno et Iggy Pop. Le jury a déclaré : « dans cette histoire, nous avons la profondeur des relations humaines et une vue d’ensemble très habile à plusieurs niveaux qui évite les coordonnées de genre et donne au film une nouvelle dimension communicationnelle". 

## Contexte
L’idée de Speaking In Code a germé sur une piste de danse à Miami, fin mars 2005 vers 4 heures du matin, en regardant P. Diddy crier à la foule à travers un mégaphone. Amy Grill, cinéaste documentaire en herbe, Philip Sherburn (en), journaliste musical et David Day, promoteur et publicitaire, ont voulu faire un film sur les gens et les obsessions derrière cette musique.
Pour commencer, l’équipe a interviewé de nombreux personnages potentiels. Ces DJ, producteurs et promoteurs ne savaient pas qu’ils étaient en train d’être testés afin de trouver les personnages principaux. 
Une fois les sujets principaux établis, l’équipe a voyagé pendant trois ans, suivant les hauts et les bas de leurs personnages. Au fil des années, ils ont tous vécu des changements dans leur vie, et à mesure que l’histoire du film continue, même l'histoire d'Amy Grill et David Day est devenu une partie récurrente du film.

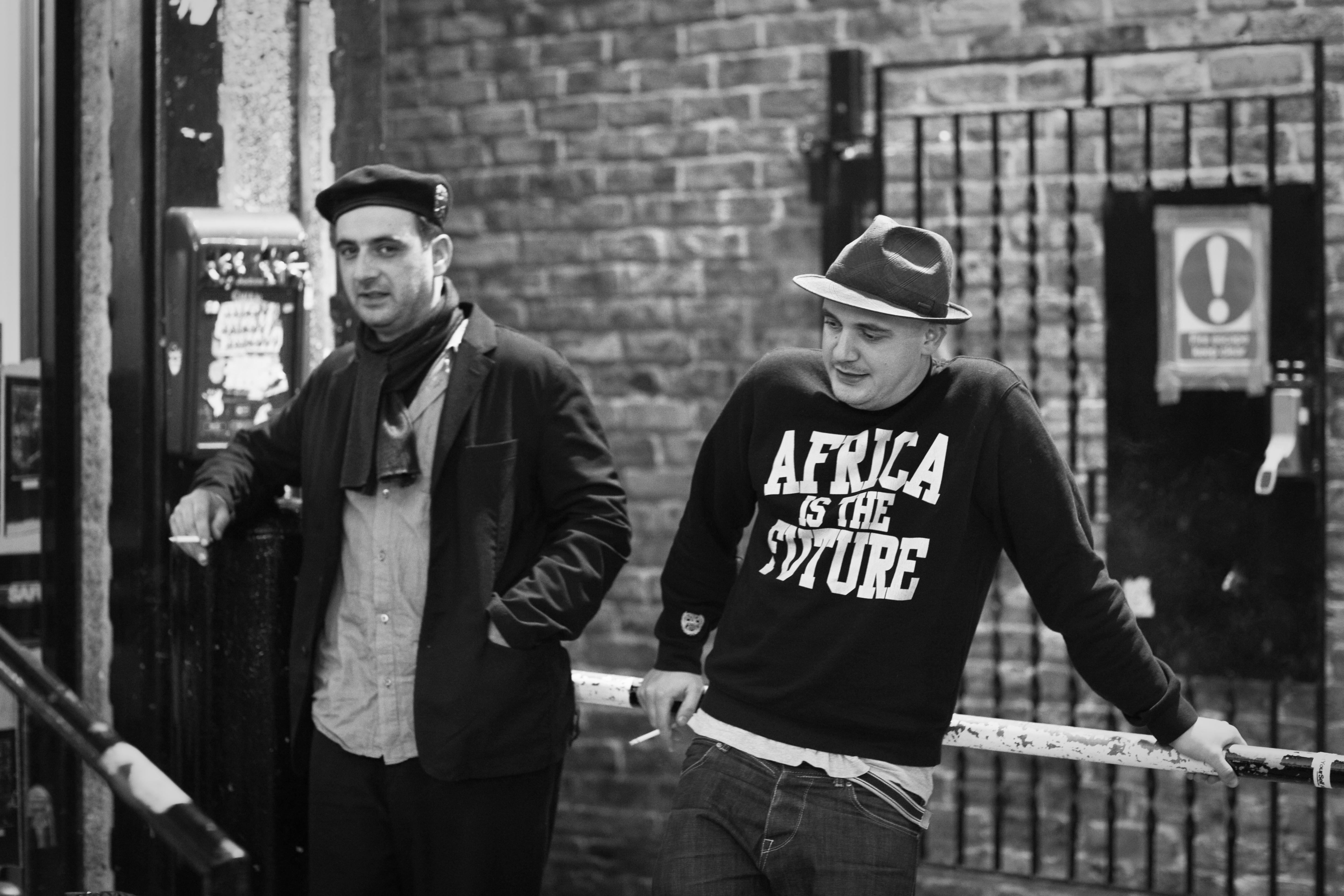
Modeselektor, groupe de musique électronique allemand et interviewé de Speaking In Code

De plus, le profil des artistes sélectionnées s’est élargi de mois en mois. Radiohead a fait appel à Modeselektor de BPitch Control pour ouvrir une tournée au Japon et Bjork leur a demandé un remix. Les DJ sets des Wighnomy Brothers ont gagné en popularité et leur style de production a été repris par différents producteurs house et techno. Le logiciel Ableton Live, inventé en partie par Monolake, a également gagné en popularité. Via Kompakt, Tobias Thomas a sorti une série de CD de mix, et Philip Sherburne (en), grâce à son travail pour le site Pitchfork Media, est devenu une des voix principales du journalisme musical électronique. 
Tout au long du processus, un blog a été tenu par sQuare Production documentant la réalisation du film. 
Au moment où le film était enfin terminé, la notoriété du projet avait atteint le monde entier grâce à des blogs basés dans des pays aussi éloignés que la Russie ou la Colombie. 
« Je voulais que le film soit le plus accessible possible, sans trahir ou ennuyer les vrais fans de techno » a déclaré Amy Drill au magazine XLR8R, « tout le monde dans la techno ne fait pas 20 000 $ par concert, ils le font pour l’amour de la musique. C’est une communauté qui n’est possible que parce que les gens dont des sacrifices pour réaliser leur rêves, pour faire de la musique incroyable »

## Musique
Une grande partie de la musique utilisée dans le film provient des artistes qui apparaissent dans le film et des labels qu’ils représentent. La musique comprend donc, mais sans s’y limiter : Jonas Bering, Modeselektor, The Rice Twins, Robag Wruhme, Wolfgang Voigt (alias Gas), Gui Boratto, Axel Willner (alias The Field), Aksel Shaufler (alias Superpitcher), Wighnomy Brothers, Monolake, Oxia, Ellen Allien, Michael Mayer et d'autres. 
Comme il a fallu trois ans pour réaliser ce film, le choix de la musique a suscité des critiques de la part de certains grands noms de la musique électroniques qui ont notamment dit que « les sons et les artistes sur lesquels ils se concentrent sont beaucoup moins frais qu’il y a quelques années ». Cependant, d’autres, comme le magazine musical en ligne Pitchfork Media, aient qualifié les artistes présentés dans ce film de « certains des noms les plus en vogue du genre »
Le 1er mars 2010, le site de musique électronique Beatport a publié deux playlist pour le film. La première s’appelait « Anthems » et la deuxième « Ambiance ». 
Le 4 mars 2010, Pitchfork Media a publié un article dans sa section Forkcast qui comprenait un podcast sur un film de Boston DJ Baltimoroder nommait Speaking In Code 01. Ce podcast comprenait de la musique de Philip Sherburne (en), Tobias Thomas et d'autres. Le site a qualifié le podcast de " plutôt incroyable ". 
Le deuxième podcast de Speaking in Code présente un DJ set de 186 minutes de Tobias Thomas, de l'after party, pour une projection en partenariat avec le festival Together. 
Speaking in Code Podcast 03 a été téléchargé sur le site musical SoundCloud le 20 mai 2010. Il a été créé et mixé par Douglas Greed du label Freude-Am-Tanzen à Jena, en Allemagne. Freude-Am-Tanzen est l'un des collectifs musicaux présentés dans le film.